# Lubawka (gemeente)
De gemeente Lubawka is een stad- en landgemeente in het Poolse woiwodschap Neder-Silezië, in powiat Kamiennogórski.
De zetel van de gemeente is in Lubawka.
Op 30 juni 2004 telde de gemeente 11 728 inwoners.

## Oppervlakte gegevens
In 2002 bedroeg de totale oppervlakte van gemeente Lubawka 138,08 km², waarvan:
- agrarisch gebied: 50%
- bossen: 42%

De gemeente beslaat 34,86% van de totale oppervlakte van de powiat.

## Demografie
Stand op 30 juni 2004:
| Omschrijving                   | Totaal | Totaal | Vrouwen | Vrouwen | Mannen | Mannen |
| ------------------------------ | ------ | ------ | ------- | ------- | ------ | ------ |
| eenheid                        | aantal | %      | aantal  | %       | aantal | %      |
| inwoners                       | 11 728 | 100    | 6000    | 51,2    | 5728   | 48,8   |
| bevolkingsdichtheid (inw./km²) | 84,9   | 84,9   | 43,5    | 43,5    | 41,5   | 41,5   |

In 2002 bedroeg het gemiddelde inkomen per inwoner 1058,54 zł.

## Plaatsen
Błażejów, Błażkowa, Bukówka, Chełmsko Śląskie, Jarkowice, Miszkowice, Niedamirów, Okrzeszyn, Opawa, Paczyn, Paprotki, Stara Białka, Szczepanów, Uniemyśl.

## Aangrenzende gemeenten
Kamienna Góra, Kowary, Mieroszów. De gemeente grenst aan Tsjechië.